# Lijst van plaatsen in Portugal
Deze lijst van plaatsen in Portugal geeft een alfabetisch overzicht, per gemeente, van plaatsen met de huidige of voormalige status freguesia. In 2011 telde het Instituto Nacional de Estatística 4260 freguesias, waarvan 4050 op het Europese vasteland, 156 in de archipel van de Azoren (Região Autónoma dos Açores) en 54 in de autonome regio van Madeira (Região Autónoma da Madeira).

## Bestuurlijke herindeling van 2013
In 2013 heeft een omvangrijke bestuurlijke herindeling plaatsgevonden, waarbij veel kernen de status freguesia hebben verloren omdat ze samengevoegd werden met een of meerdere freguesia's in de omgeving. De plaatsen zelf bleven in de meeste gevallen als zodanig bestaan. Door deze herindeling daalde het aantal freguesia's met ca. 27% naar 3091, waarvan 2882 op het Europese vasteland, 155 in de archipel van de Azoren en 54 in de autonome regio van Madeira.

## A

### Abrantes
- Aldeia do Mato
- Alferrarede
- Alvega
- Bemposta
- Carvalhal
- Concavada
- Fontes
- Martinchel
- Mouriscas
- Pego
- Rio de Moinhos
- Rossio ao Sul do Tejo
- São Facundo
- São João
- São Miguel do Rio Torto
- São Vicente
- Souto
- Tramagal
- Vale das Mós

### Águeda
- Agadão
- Aguada de Baixo
- Aguada de Cima
- Águeda
- Barrô
- Belazaima do Chão
- Borralha
- Castanheira do Vouga
- Espinhel
- Fermentelos
- Lamas do Vouga
- Macieira de Alcoba
- Macinhata do Vouga
- Óis da Ribeira
- Préstimo
- Recardães
- Segadães
- Travassô
- Trofa
- Valongo do Vouga

### Aguiar da Beira
- Aguiar da Beira (freguesia)
- Carapito
- Cortiçada
- Coruche
- Dornelas
- Eirado
- Forninhos
- Gradiz
- Pena Verde
- Pinheiro
- Sequeiros
- Souto de Aguiar da Beira
- Valverde

### Alandroal
- Nossa Senhora da Conceição
- Capelins
- Juromenha
- São Brás dos Matos
- Santiago Maior
- Terena

### Albergaria-a-Velha
- Albergaria-a-Velha
- Alquerubim
- Angeja
- Branca
- Frossos
- Ribeira de Fráguas
- São João de Loure
- Valmaior

### Albufeira
- Albufeira
- Ferreiras
- Guia
- Olhos de Água
- Paderne

### Alcácer do Sal
- Santa Maria do Castelo
- Santiago
- Comporta
- Santa Susana
- São Martinho
- Torrão

### Alcanena
- Alcanena (freguesia)
- Bugalhos
- Espinheiro
- Louriceira
- Malhou
- Minde
- Moitas Venda
- Monsanto
- Serra de Santo António
- Vila Moreira

### Alcobaça
- Alcobaça
- Alfeizeirão
- Aljubarrota (Prazeres)
- Aljubarrota (São Vicente)
- Alpedriz
- Bárrio
- Benedita
- Cela
- Cós
- Évora de Alcobaça
- Maiorga
- Martingança
- Montes
- Pataias
- São Martinho do Porto
- Turquel
- Vestiaria
- Vimeiro

### Alcochete
- Alcochete
- Samouco
- São Francisco

### Alcoutim
- Alcoutim
- Giões
- Martim Longo
- Pereiro
- Vaqueiros

### Alenquer
- Abrigada
- Aldeia Galega da Merceana
- Aldeia Gavinha
- Cabanas de Torres
- Cadafais
- Carnota
- Carregado
- Meca
- Olhalvo
- Ota
- Pereiro de Palhacana
- Ribafria
- Santo Estêvão
- Triana
- Ventosa
- Vila Verde dos Francos

### Alfândega da Fé
- Agrobom
- Alfândega da Fé
- Cerejais
- Eucísia
- Ferradosa
- Gebelim
- Gouveia
- Parada
- Pombal
- Saldonha
- Sambade
- Sendim da Ribeira
- Sendim da Serra
- Soeima
- Vale Pereiro
- Vales
- Valverde
- Vilar Chão
- Vilarelhos
- Vilares de Vilariça

### Alijó
- Alijó
- Amieiro
- Carlão
- Casal de Loivos
- Castedo
- Cotas
- Favaios
- Pegarinhos
- Pinhão
- Pópulo
- Ribalonga
- Sanfins do Douro
- Santa Eugénia
- São Mamede de Ribatua
- Vale de Mendiz
- Vila Chã
- Vila Verde
- Vilar de Maçada
- Vilarinho de Cotas

### Aljezur
- Aljezur (freguesia)
- Bordeira
- Odeceixe
- Rogil

### Aljustrel
- Aljustrel
- Ervidel
- Messejana
- Rio de Moinhos
- São João de Negrilhos

### Almada
- Almada
- Cacilhas
- Caparica
- Charneca da Caparica
- Costa da Caparica
- Cova da Piedade
- Feijó
- Laranjeiro
- Pragal
- Sobreda
- Trafaria

### Almeida
- Ade
- Aldeia Nova
- Almeida
- Amoreira
- Azinhal
- Cabreira
- Castelo Bom
- Castelo Mendo
- Freineda
- Freixo
- Junça
- Leomil
- Malhada Sorda
- Malpartida
- Mesquitela
- Mido
- Miuzela
- Monte Perobolço
- Nave de Haver
- Naves
- Parada
- Peva
- Porto de Ovelha
- São Pedro de Rio Seco
- Senouras
- Vale da Mula
- Vale de Coelha
- Vale Verde
- Vilar Formoso

### Almeirim
- Almeirim
- Benfica do Ribatejo
- Fazendas de Almeirim
- Raposa

### Almodôvar
- Aldeia dos Fernandes
- Almodôvar
- Gomes Aires
- Rosário
- Santa Clara-a-Nova
- Santa Cruz
- São Barnabé
- Senhora da Graça de Padrões

### Alpiarça
- Alpiarça

### Alter do Chão
- Alter do Chão
- Chancelaria
- Cunheira
- Seda

### Alvaiázere
- Almoster
- Alvaiázere
- Maçãs de Caminho
- Maçãs de Dona Maria
- Pelmá
- Pussos
- Rego da Murta

### Alvito
- Alvito
- Vila Nova da Baronia

### Amadora
- Alfornelos
- Alfragide
- Brandoa
- Buraca
- Damaia
- Falagueira
- Mina
- Reboleira
- São Brás
- Venda Nova
- Venteira

### Amarante
- Aboadela
- Aboim
- Ansiães
- Ataíde
- Bustelo
- Canadelo
- Candemil
- Carneiro
- Carvalho de Rei
- Cepelos
- Chapa
- Fregim
- Freixo de Baixo
- Freixo de Cima
- Fridão
- Gatão
- Gondar
- Jazente
- Lomba
- Louredo
- Lufrei
- Madalena
- Mancelos
- Oliveira
- Olo
- Padronelo
- Real
- Rebordelo
- Salvador do Monte
- Santa Cristina de Figueiró
- Sanche
- Santiago de Figueiró
- São Gonçalo
- São Simão de Gouveia
- Telões
- Travanca
- Várzea
- Vila Caiz
- Vila Chã do Marão
- Vila Garcia

### Amares
- Amares
- Barreiros
- Besteiros
- Bico
- Caires
- Caldelas
- Carrazedo
- Dornelas
- Ferreiros
- Figueiredo
- Fiscal
- Goães
- Lago
- Paranhos
- Paredes Secas
- Portela
- Prozelo
- Rendufe
- Santa Maria do Bouro
- Santa Marta do Bouro
- Sequeiros
- Seramil
- Torre
- Vilela

### Anadia
- Aguim
- Amoreira da Gândara
- Ancas
- Arcos
- Avelãs de Caminho
- Avelãs de Cima
- Mogofores
- Moita
- Óis do Bairro
- Paredes do Bairro
- Sangalhos
- São Lourenço do Bairro
- Tamengos
- Vila Nova de Monsarros
- Vilarinho do Bairro

### Angra do Heroísmo
- Altares
- Cinco Ribeiras
- Doze Ribeiras
- Feteira
- Nossa Senhora da Conceição
- Porto Judeu
- Posto Santo
- Raminho
- Ribeirinha
- Santa Bárbara
- Santa Luzia
- São Bartolomeu de Regatos
- São Bento
- São Mateus da Calheta
- São Pedro
- Sé
- Serreta
- Terra Chã
- Vila de São Sebastião

### Ansião
- Alvorge
- Ansião (freguesia)
- Avelar
- Chão de Couce
- Lagarteira
- Pousaflores
- Santiago da Guarda
- Torre de Vale de Todos

### Arcos de Valdevez
- Aboim das Choças
- Aguiã
- Aldora
- Arcos de Valdevez (Salvador)
- Arcos de Valdevez (São Paio)
- Ázere
- Cabana Maior
- Cabreiro
- Carralcova
- Cendufe
- Couto
- Eiras
- Ermelo
- Extremo
- Gavieira
- Giela
- Gondoriz
- Grade
- Guilhadeses
- Jolda (Madalena)
- Jolda (São Paio)
- Loureda
- Mei
- Miranda
- Monte Redondo
- Oliveira
- Paçô
- Padreiro (Salvador)
- Padreiro (Santa Cristina)
- Padroso
- Parada
- Portela
- Prozelo
- Rio Cabrão
- Rio de Moinhos
- Rio Frio
- Sá
- Sabadim
- Santar
- São Cosme e São Damião
- São Jorge
- Senharei
- Sistelo
- Soajo
- Souto
- Tabaçô
- Távora (Santa Maria)
- Távora (São Vicente)
- Vale
- Vila Fonche
- Vilela

### Arganil
- Anceriz
- Arganil (freguesia)
- Barril de Alva
- Benfeita
- Celavisa
- Cepos
- Cerdeira
- Coja
- Folques
- Moura da Serra
- Piódão
- Pomares
- Pombeiro da Beira
- São Martinho da Cortiça
- Sarzedo
- Secarias
- Teixeira
- Vila Cova de Alva

### Armamar
- Aldeias
- Aricera
- Armamar
- Cimbres
- Coura
- Folgosa
- Fontelo
- Goujoim
- Queimada
- Queimadela
- Santa Cruz
- Santiago
- Santo Adrião
- São Cosmado
- São Martinho das Chãs
- São Romão
- Tões
- Vacalar
- Vila Seca

### Arouca
- Albergaria da Serra
- Alvarenga
- Arouca (freguesia)
- Burgo
- Cabreiros
- Canelas
- Chave
- Covelo de Paivô
- Escariz
- Espiunca
- Fermedo
- Janarde
- Mansores
- Moldes
- Rossas
- Santa Eulália
- São Miguel do Mato
- Tropeço
- Urrô
- Várzea

### Arraiolos
- Arraiolos
- Igrejinha
- Sabugueiro
- Santa Justa
- São Gregório
- São Pedro de Gafanhoeira
- Vimieiro

### Arronches
- Assunção
- Esperança
- Mosteiros

### Arruda dos Vinhos
- Arranhó
- Arruda dos Vinhos
- Cardosas
- Santiago dos Velhos

### Aveiro
- Aradas
- Cacia
- Eirol
- Eixo
- Esgueira
- Glória
- Nariz
- Nossa Senhora de Fátima
- Oliveirinha
- Requeixo
- Santa Joana
- São Bernardo
- São Jacinto
- Vera Cruz

### Avis
- Alcôrrego
- Aldeia Velha
- Avis
- Benavila
- Ervedal
- Figueira e Barros
- Maranhão
- Valongo

### Azambuja
- Alcoentre
- Aveiras de Baixo
- Aveiras de Cima
- Azambuja
- Maçussa
- Manique do Intendente
- Vale do Paraíso
- Vila Nova da Rainha
- Vila Nova de São Pedro

## B

### Baião
- Ancede
- Baião (Santa Leocádia)
- Campelo
- Frende
- Gestaçô
- Gôve
- Grilo
- Loivos da Ribeira
- Loivos do Monte
- Mesquinhata
- Ovil
- Ribadouro
- Santa Cruz do Douro
- Santa Marinha do Zêzere
- São Tomé de Covelas
- Teixeira
- Teixeiró
- Tresouras
- Valadares
- Viariz

### Barcelos
- Abade de Neiva
- Aborim
- Adães
- Aguiar
- Airó
- Aldreu
- Alheira
- Alvelos
- Alvito (São Martinho)
- Alvito (São Pedro)
- Arcozelo
- Areias
- Areias de Vilar
- Balugães
- Barcelinhos
- Barcelos
- Barqueiros
- Bastuço (Santo Estêvão)
- Bastuço (São João)
- Cambeses
- Campo (Barcelos)
- Carapeços
- Carreira
- Carvalhal
- Carvalhas
- Chavão
- Chorente
- Cossourado
- Courel
- Couto
- Creixomil
- Cristelo
- Durrães
- Encourados
- Faria
- Feitos
- Fonte Coberta
- Fornelos
- Fragoso
- Galegos (Santa Maria)
- Galegos (São Martinho)
- Gamil
- Gilmonde
- Góios
- Grimancelos
- Gueral
- Igreja Nova
- Lama
- Lijó
- Macieira de Rates
- Manhente
- Mariz
- Martim
- Midões
- Milhazes
- Minhotães
- Monte de Fralães
- Moure
- Negreiros
- Oliveira
- Palme
- Panque
- Paradela
- Pedra Furada
- Pereira
- Perelhal
- Pousa
- Quintiães
- Remelhe
- Rio Covo (Santa Eugénia)
- Rio Covo (Santa Eulália)
- Roriz
- Sequeade
- Silva
- Silveiros
- Tamel (Santa Leocádia)
- Tamel (São Pedro de Fins)
- Tamel (São Veríssimo)
- Tregosa
- Ucha
- Várzea
- Viatodos
- Vila Boa
- Vila Cova
- Vila Frescainha (São Martinho)
- Vila Frescainha (São Pedro)
- Vila Seca
- Vilar de Figos
- Vilar do Monte

### Barrancos
- Barrancos

### Barreiro
- Alto do Seixalinho
- Barreiro (freguesia)
- Coina
- Lavradio
- Palhais
- Santo André
- Santo António da Charneca
- Verderena

### Batalha
- Batalha
- Golpilheira
- Reguengo do Fetal
- São Mamede

### Beja
- Albernoa
- Baleizão
- Beja (Salvador)
- Beja (Santa Maria da Feira)
- Beja (Santiago Maior)
- Beja (São João Baptista)
- Beringel
- Cabeça Gorda
- Mombeja
- Nossa Senhora das Neves
- Quintos
- Salvada
- Santa Clara de Louredo
- Santa Vitória
- São Brissos
- São Matias
- Trigaches
- Trindade

### Belmonte
- Belmonte
- Caria
- Colmeal da Torre
- Inguias
- Maçainhas

### Benavente
- Barrosa
- Benavente
- Samora Correia
- Santo Estêvão

### Bombarral
- Bombarral
- Carvalhal
- Pó
- Roliça
- Vale Covo

### Borba
- Borba (Matriz)
- Borba (São Bartolomeu)
- Orada
- Rio de Moinhos

### Boticas
- Alturas do Barroso
- Ardãos
- Beça
- Bobadela
- Boticas
- Cerdedo
- Codessoso
- Covas do Barroso
- Curros
- Dornelas
- Fiães do Tâmega
- Granja
- Pinho
- São Salvador de Viveiro
- Sapiãos
- Vilar

### Braga
- Adaúfe
- Arcos
- Arentim
- Aveleda
- Braga (Cividade)
- Braga (Maximinos)
- Braga (São João do Souto)
- Braga (São José de São Lázaro)
- Braga (São Vicente)
- Braga (São Vítor)
- Braga (Sé)
- Cabreiros
- Celeirós
- Crespos
- Cunha
- Dume
- Escudeiros
- Espinho
- Esporões
- Este (São Mamede)
- Este (São Pedro)
- Ferreiros
- Figueiredo
- Fradelos
- Fraião
- Frossos
- Gondizalves
- Gualtar
- Guisande
- Lamaçães
- Lamas
- Lomar
- Merelim (São Paio)
- Merelim (São Pedro)
- Mire de Tibães
- Morreira
- Navarra
- Nogueira
- Nogueiró
- Padim da Graça
- Palmeira
- Panoias
- Parada de Tibães
- Pedralva
- Penso (Santo Estêvão)
- São Julião dos Passos
- Penso (São Vicente)
- Pousada
- Priscos
- Real
- Ruilhe
- Santa Lucrécia de Algeriz
- São Pedro de Oliveira
- Semelhe
- Sequeira
- Sobreposta
- Tadim
- Tebosa
- Tenões
- Trandeiras
- Vilaça
- Vimieiro

### Bragança
- Alfaião
- Aveleda
- Babe
- Baçal
- Bragança (Santa Maria)
- Bragança (Sé)
- Calvelhe
- Carragosa
- Carrazedo
- Castrelos
- Castro de Avelãs
- Coelhoso
- Deilão
- Donai
- Espinhosela
- Faílde
- França
- Gimonde
- Gondesende
- Gostei
- Grijó de Parada
- Izeda
- Macedo do Mato
- Meixedo
- Milhão
- Mós
- Nogueira
- Outeiro
- Parada
- Paradinha Nova
- Parâmio
- Pinela
- Pombares
- Quintanilha
- Quintela de Lampaças
- Rabal
- Rebordainhos
- Rebordãos
- Rio de Onor
- Rio Frio
- Salsas
- Samil
- Santa Comba de Rossas
- São Julião de Palácios
- São Pedro de Sarracenos
- Sendas
- Serapicos
- Sortes
- Zoio

## C

### Cabeceiras de Basto
- Abadim
- Alvite
- Arco de Baúlhe
- Basto
- Bucos
- Cabeceiras de Basto
- Cavez
- Faia
- Gondiães
- Outeiro
- Painzela
- Passos
- Pedraça
- Refojos de Basto
- Rio Douro
- Vila Nune
- Vilar de Cunhas

### Cadaval
- Alguber
- Cadaval
- Cercal
- Figueiros
- Lamas
- Painho
- Peral
- Pêro Moniz
- Vermelha
- Vilar

### Caldas da Rainha
- A dos Francos
- Alvorninha
- Caldas da Rainha (Nossa Senhora do Pópulo)
- Caldas da Rainha (Santo Onofre)
- Carvalhal Benfeito
- Coto
- Foz do Arelho
- Landal
- Nadadouro
- Salir de Matos
- Salir do Porto
- Santa Catarina
- São Gregório
- Serra do Bouro
- Tornada
- Vidais

### Calheta (Açores)
- Calheta
- Norte Pequeno
- Ribeira Seca
- Santo Antão (Calheta)
- Topo

### Calheta (Madeira)
- Arco da Calheta
- Calheta
- Estreito da Calheta
- Fajã da Ovelha
- Jardim do Mar
- Paúl do Mar
- Ponta do Pargo
- Prazeres

### Câmara de Lobos
- Câmara de Lobos
- Curral das Freiras
- Estreito de Câmara de Lobos
- Jardim da Serra
- Quinta Grande

### Caminha
- Âncora
- Arga de Baixo
- Arga de Cima
- Arga de São João
- Argela
- Azevedo
- Caminha (ou Caminha-Matriz)
- Cristelo
- Dem
- Gondar
- Lanhelas
- Moledo
- Orbacém
- Riba de Âncora
- Seixas
- Venade
- Vila Praia de Âncora|(antigo nome: Gontinhães)
- Vilar de Mouros
- Vilarelho|(antigo nome: Caminha-Vilarelho)
- Vile

### Campo Maior
- Nossa Senhora da Expectação
- Nossa Senhora da Graça dos Degolados
- São João Baptista

### Cantanhede
- Ançã
- Bolho
- Cadima
- Camarneira
- Cantanhede
- Cordinhã
- Corticeiro de Cima
- Covões
- Febres
- Murtede
- Ourentã
- Outil
- Pocariça
- Portunhos
- Sanguinheira
- São Caetano
- Sepins
- Tocha
- Vilamar

### Carrazeda de Ansiães
- Amedo
- Beira Grande
- Belver
- Carrazeda de Ansiães
- Castanheiro
- Fonte Longa
- Lavandeira
- Linhares
- Marzagão
- Mogo de Malta
- Parambos
- Pereiros
- Pinhal do Norte
- Pombal
- Ribalonga
- Seixo de Ansiães
- Selores
- Vilarinho da Castanheira
- Zedes

### Carregal do Sal
- Beijós
- Cabanas de Viriato
- Currelos
- Oliveira do Conde
- Papízios
- Parada
- Sobral

### Cartaxo
- Cartaxo
- Ereira
- Lapa
- Pontével
- Valada
- Vale da Pedra
- Vale da Pinta
- Vila Chã de Ourique

### Cascais
- Alcabideche
- Carcavelos
- Cascais
- Estoril
- Parede
- São Domingos de Rana

### Castanheira de Pêra
- Castanheira de Pêra
- Coentral

### Castelo Branco
- Alcains
- Almaceda
- Benquerenças
- Cafede
- Castelo Branco
- Cebolais de Cima
- Escalos de Baixo
- Escalos de Cima
- Freixial do Campo
- Juncal do Campo
- Lardosa
- Louriçal do Campo
- Lousa
- Malpica do Tejo
- Mata
- Monforte da Beira
- Ninho do Açor
- Póvoa de Rio de Moinhos
- Retaxo
- Salgueiro do Campo
- Santo André das Tojeiras
- São Vicente da Beira
- Sarzedas
- Sobral do Campo
- Tinalhas

### Castelo de Paiva
- Bairros
- Fornos
- Paraíso
- Pedorido
- Raiva
- Real
- Santa Maria de Sardoura
- São Martinho de Sardoura
- Sobrado

### Castelo de Vide
- Nossa Senhora da Graça de Póvoa e Meadas
- Santa Maria da Devesa
- Santiago Maior
- São João Baptista

### Castro Daire
- Almofala
- Alva
- Cabril
- Castro Daire
- Cujó
- Ermida
- Ester
- Gafanhão
- Gosende
- Mamouros
- Mezio
- Mões
- Moledo
- Monteiras
- Moura Morta
- Parada de Ester
- Pepim
- Picão
- Pinheiro
- Reriz
- Ribolhos
- São Joaninho

### Castro Marim
- Altura
- Azinhal
- Castro Marim
- Odeleite

### Castro Verde
- Casével
- Castro Verde
- Entradas
- Santa Bárbara de Padrões
- São Marcos da Ataboeira

### Celorico da Beira
- Açores
- Baraçal
- Cadafaz
- Carrapichana
- Casas do Soeiro
- Celorico da Beira (Santa Maria)
- Celorico da Beira (São Pedro)
- Cortiçô da Serra
- Forno Telheiro
- Lajeosa do Mondego
- Linhares
- Maçal do Chão
- Mesquitela
- Minhocal
- Prados
- Rapa
- Ratoeira
- Salgueirais
- Vale de Azares
- Velosa
- Vide Entre Vinhas
- Vila Boa do Mondego

### Celorico de Basto
- Agilde
- Arnóia
- Basto (Santa Tecla)
- Basto (São Clemente)
- Borba de Montanha
- Britelo
- Caçarilhe
- Canedo de Basto
- Carvalho
- Codeçoso
- Corgo
- Fervença
- Gagos
- Gémeos
- Infesta
- Molares
- Moreira do Castelo
- Ourilhe
- Rego
- Ribas
- Vale de Bouro
- Veade

### Chamusca
- Carregueira
- Chamusca
- Chouto
- Parreira
- Pinheiro Grande
- Ulme
- Vale de Cavalos

### Chaves
- Águas Frias
- Anelhe
- Arcossó
- Bobadela
- Bustelo
- Calvão
- Cela
- Cimo de Vila de Castanheira
- Curalha
- Eiras
- Ervededo
- Faiões
- Lama de Arcos
- Loivos
- Madalena
- Mairos
- Moreiras
- Nogueira da Montanha
- Oucidres
- Oura
- Outeiro Seco
- Paradela
- Póvoa de Agrações
- Redondelo
- Roriz
- Samaiões (Chaves)
- Sanfins
- Sanjurge (Chaves)
- Santa Cruz - Trindade
- Santa Leocádia
- Santa Maria Maior (Chaves)
- Santo António de Monforte
- Santo Estêvão
- São Julião de Montenegro
- São Pedro de Agostém
- São Vicente
- Seara Velha
- Selhariz
- Soutelinho da Raia
- Soutelo
- Travancas
- Tronco
- Vale de Anta (Chaves)
- Vidago
- Vila Verde da Raia
- Vilar de Nantes (Chaves)
- Vilarelho da Raia
- Vilarinho das Paranheiras
- Vilas Boas
- Vilela do Tâmega
- Vilela Seca

### Cinfães
- Alhões
- Bustelo
- Cinfães
- Espadanedo
- Ferreiros de Tendais
- Fornelos
- Gralheira
- Moimenta
- Nespereira
- Oliveira do Douro
- Ramires
- Santiago de Piães
- São Cristóvão de Nogueira
- Souselo
- Tarouquela
- Tendais
- Travanca

### Coimbra
- Almalaguês
- Ameal
- Antanhol
- Antuzede
- Arzila
- Assafarge
- Botão
- Brasfemes
- Castelo Viegas
- Ceira
- Cernache
- Coimbra (Almedina)
- Coimbra (Santa Cruz)
- Coimbra (São Bartolomeu)
- Coimbra (Sé Nova)
- Eiras
- Lamarosa
- Ribeira de Frades
- Santa Clara
- Santo António dos Olivais
- São João do Campo
- São Martinho de Árvore
- São Martinho do Bispo
- São Paulo de Frades
- São Silvestre
- Souselas
- Taveiro
- Torre de Vilela
- Torres do Mondego
- Trouxemil
- Vil de Matos

### Condeixa-a-Nova
- Anobra
- Belide
- Bem da Fé
- Condeixa-a-Nova
- Condeixa-a-Velha
- Ega
- Furadouro
- Sebal
- Vila Seca
- Zambujal

### Constância
- Constância
- Montalvo
- Santa Margarida da Coutada

### Coruche
- Biscainho
- Branca
- Coruche
- Couço
- Erra
- Fajarda
- Santana do Mato
- São José de Lamarosa

### Corvo
- Corvo(ou Vila do Corvo).

### Covilhã
- Aldeia de São Francisco de Assis
- Aldeia do Souto
- Barco
- Boidobra
- Canhoso
- Cantar-Galo
- Casegas
- Cortes do Meio
- Coutada
- Covilhã (Conceição)
- Covilhã (Santa Maria)
- Covilhã (São Martinho)
- Covilhã (São Pedro)
- Dominguizo
- Erada
- Ferro
- Orjais
- Ourondo
- Paul
- Peraboa
- Peso
- São Jorge da Beira
- Sarzedo
- Sobral de São Miguel
- Teixoso
- Tortosendo
- Unhais da Serra
- Vale Formoso
- Vales do Rio
- Verdelhos
- Vila do Carvalho

### Crato
- Aldeia da Mata
- Crato e Mártires
- Flor da Rosa
- Gáfete
- Monte da Pedra
- Vale do Peso

### Cuba
- Cuba
- Faro do Alentejo
- Vila Alva
- Vila Ruiva

## E

### Elvas
- Ajuda, Salvador e Santo Ildefonso
- Alcáçova
- Assunção
- Barbacena
- Caia e São Pedro
- Santa Eulália
- São Brás e São Lourenço
- São Vicente e Ventosa
- Terrugem
- Vila Boim
- Vila Fernando

### Entroncamento
- Nossa Senhora de Fátima
- São João Baptista

### Espinho
- Anta
- Espinho
- Guetim
- Paramos
- Silvalde

### Esposende
- Antas
- Apúlia
- Belinho
- Curvos
- Esposende
- Fão
- Fonte Boa
- Forjães
- Gandra
- Gemeses
- Mar
- Marinhas
- Palmeira de Faro
- Rio Tinto
- Vila Chã

### Estarreja
- Avanca
- Beduído
- Canelas
- Fermelã
- Pardilhó
- Salreu
- Veiros

### Estremoz
- Arcos
- Estremoz (Santa Maria)
- Estremoz (Santo André)
- Évora Monte
- Glória
- Santa Vitória do Ameixial
- Santo Estêvão
- São Bento de Ana Loura
- São Bento do Ameixial
- São Bento do Cortiço
- São Domingos de Ana Loura
- São Lourenço de Mamporcão
- Veiros

### Évora
- Bacelo
- Canaviais
- Évora (Santo Antão)
- Évora (São Mamede)
- Horta das Figueiras
- Malagueira
- Nossa Senhora da Boa Fé
- Nossa Senhora da Graça do Divor
- Nossa Senhora da Tourega
- Nossa Senhora de Guadalupe
- Nossa Senhora de Machede
- São Bento do Mato
- São Manços
- São Miguel de Machede
- São Sebastião da Giesteira
- São Vicente do Pigeiro
- Sé e São Pedro
- Senhora da Saúde
- Torre de Coelheiros

## F

### Fafe
- Aboim
- Agrela
- Antime
- Ardegão
- Armil
- Arnozela
- Cepães
- Estorãos
- Fafe
- Fareja
- Felgueiras
- Fornelos
- Freitas
- Golães
- Gontim
- Medelo
- Monte
- Moreira do Rei
- Passos
- Pedraído
- Queimadela
- Quinchães
- Regadas
- Revelhe
- Ribeiros
- Santa Cristina de Arões
- Seidões
- Serafão
- São Clemente de Silvares
- São Gens
- São Martinho de Silvares
- São Romão de Arões
- Travassós
- Várzea Cova
- Vila Cova
- Vinhós

### Faro
- Conceição
- Estói
- Faro (São Pedro)
- Faro (Sé)
- Montenegro
- Santa Bárbara de Nexe

### Felgueiras
- Aião
- Airães
- Borba de Godim
- Caramos
- Friande
- Idães
- Jugueiros
- Lagares
- Lordelo
- Macieira da Lixa
- Margaride
- Moure
- Pedreira
- Penacova
- Pinheiro
- Pombeiro da Ribavizela
- Rande
- Refontoura
- Regilde
- Revinhade
- Santão
- Sendim
- Sernande
- Sousa
- Torrados
- Unhão
- Várzea
- Varziela
- Vila Cova da Lixa
- Vila Fria
- Vila Verde
- São Jorge de Vizela

### Ferreira do Alentejo
- Alfundão
- Canhestros
- Ferreira do Alentejo
- Figueira dos Cavaleiros
- Odivelas
- Peroguarda

### Ferreira do Zêzere
- Águas Belas
- Areias
- Beco
- Chãos
- Dornes
- Ferreira do Zêzere
- Igreja Nova do Sobral
- Paio Mendes
- Pias

### Figueira da Foz
- Alhadas
- Alqueidão
- Bom Sucesso
- Borda do Campo
- Brenha
- Buarcos
- Ferreira-a-Nova
- Lavos
- Maiorca
- Marinha das Ondas
- Moinhos da Gândara
- Paião
- Quiaios
- Santana
- São Julião da Figueira da Foz
- São Pedro
- Tavarede
- Vila Verde

### Figueira de Castelo Rodrigo
- Algodres
- Almofala
- Castelo Rodrigo
- Cinco Vilas
- Colmeal
- Escalhão
- Escarigo
- Figueira de Castelo Rodrigo
- Freixeda de Torrão
- Mata de Lobos
- Penha da Águia
- Quintã de Pêro Martins
- Reigada
- Vale de Alfonsinho
- Vermiosa
- Vilar de Amargo
- Vilar Torpim

### Figueiró dos Vinhos
- Aguda
- Arega
- Bairradas
- Campelo
- Figueiráo dos Vinhos

### Fornos de Algodres
- Algodres
- Casal Vasco
- Cortiçô
- Figueiró da Granja
- Fornos de Algodres
- Fuinhas
- Infias
- Juncais
- Maceira
- Matança
- Muxagata
- Queiriz
- Sobral Pichorro
- Vila Chã
- Vila Ruiva
- Vila Soeiro do Chão

### Freixo de Espada à Cinta
- Fornos
- Freixo de Espada à Cinta
- Lagoaça
- Ligares
- Mazouco
- Poiares

### Fronteira
- Cabeço de Vide
- Fronteira
- São Saturnino

### Funchal
- Funchal (Santa Luzia)
- Funchal (Santa Maria Maior)
- Funchal (São Pedro)
- Funchal (Sé)
- Imaculado Coração de Maria
- Monte
- Santo António
- São Gonçalo
- São Martinho
- São Roque

### Fundão
- Alcaide
- Alcaria
- Alcongosta
- Aldeia de Joanes
- Aldeia Nova do Cabo
- Alpedrinha
- Atalaia do Campo
- Barroca
- Bogas de Baixo
- Bogas de Cima
- Capinha
- Castelejo
- Castelo Novo
- Donas
- Enxames
- Escarigo
- Fatela
- Fundão
- Janeiro de Cima
- Lavacolhos
- Mata da Rainha
- Orca
- Pêro Viseu
- Póvoa de Atalaia
- Salgueiro
- Silvares
- Soalheira
- Souto da Casa
- Telhado
- Vale de Prazeres
- Valverde

## G

### Gavião
- Atalaia
- Belver
- Comenda
- Gavião
- Margem

### Góis
- Alvares
- Cadafaz
- Colmeal
- Góis
- Vila Nova do Ceira

### Golegã
- Azinhaga
- Golegã

### Gondomar
- Baguim do Monte
- Covelo
- Fânzeres
- Foz do Sousa
- Gondomar (São Cosme)
- Jovim
- Lomba
- Medas
- Melres
- Rio Tinto
- São Pedro da Cova
- Valbom

### Gouveia
- Aldeias
- Arcozelo
- Cativelos
- Figueiró da Serra
- Folgosinho
- Freixo da Serra
- Gouveia (São Julião)
- Gouveia (São Pedro)
- Lagarinhos
- Mangualde da Serra
- Melo
- Moimenta da Serra
- Nabais
- Nespereira
- Paços da Serra
- Ribamondego
- Rio Torto
- São Paio
- Vila Cortês da Serra
- Vila Franca da Serra
- Vila Nova de Tazem
- Vinhó

### Grândola
- Azinheira dos Barros e São Mamede do Sádão
- Carvalhal
- Grândola
- Melides
- Santa Margarida da Serra

### Guarda
- Adão
- Albardo
- Aldeia do Bispo
- Aldeia Viçosa
- Alvendre
- Arrifana
- Avelãs da Ribeira
- Avelãs de Ambom
- Benespera
- Carvalhal Meão
- Casal de Cinza
- Castanheira
- Cavadoude
- Codesseiro
- Corujeira
- Faia
- Famalicão
- Fernão Joanes
- Gagos
- Gonçalo
- Gonçalo Bocas
- São Vicente (Guarda)
- Sé (Guarda)
- São Miguel de Jarmelo
- São Pedro de Jarmelo
- João Antão
- Maçainhas de Baixo
- Marmeleiro
- Meios
- Mizarela
- Monte Margarida
- Panóias de Cima
- Pega
- Pêra do Moço
- Pêro Soares
- Porto da Carne
- Pousada
- Ramela
- Ribeira dos Carinhos
- Rocamondo
- Rochoso
- Santana da Azinha
- São Miguel da Guarda
- Seixo Amarelo
- Sobral da Serra
- Trinta
- Vale de Estrela
- Valhelhas
- Vela
- Videmonte
- Vila Cortês do Mondego
- Vila Fernando
- Vila Franca do Deão
- Vila Garcia
- Vila Soeiro

### Guimarães
- Abação (São Tomé)
- Airão (Santa Maria)
- Airão (São João Baptista)
- Aldão
- Arosa
- Atães
- Azurém
- Balazar
- Barco
- Briteiros (Salvador)
- Santa Leocádia de Briteiros
- Santo Estêvão de Briteiros
- Brito
- Caldelas
- Calvos
- Santiago de Candoso
- São Martinho de Candoso
- Castelões
- Conde
- Corvite
- Costa
- Creixomil
- Donim
- Fermentões
- Figueiredo
- Gandarela
- Gémeos
- Gominhães
- Gonça
- Gondar
- Gondomar
- Guardizela
- Guimarães (Oliveira do Castelo)
- Guimarães (São Paio)
- Guimarães (São Sebastião)
- Infantas
- Leitões
- Longos
- Lordelo
- Mascotelos
- Mesão Frio
- Moreira de Cónegos
- Nespereira
- Oleiros
- Pencelo
- Pinheiro
- Polvoreira
- Ponte
- Santa Eufémia de Prazins
- Santo Tirso de Prazins
- Rendufe
- Ronfe
- São Clemente de Sande
- São Lourenço de Sande
- São Martinho de Sande
- Vila Nova de Sande
- São Faustino
- São Torcato
- São Cristóvão de Selho
- São Jorge de Selho
- São Lourenço de Selho
- Serzedelo
- Serzedo
- Silvares
- Santa Maria de Souto
- São Salvador de Souto
- Tabuadelo
- Urgezes
- Vermil

## H

### Horta
- Capelo
- Castelo Branco
- Cedros
- Feteira
- Flamengos
- Horta (Angústias)
- Horta (Conceição)
- Horta (Matriz)
- Pedro Miguel
- Praia do Almoxarife
- Praia do Norte
- Ribeirinha
- Salão

## I

### Idanha-a-Nova
- Alcafozes
- Aldeia de Santa Margarida
- Idanha-a-Nova
- Idanha-a-Velha
- Ladoeiro
- Medelim
- Monfortinho
- Monsanto
- Oledo
- Penha Garcia
- Proença-a-Velha
- Rosmaninhal
- Salvaterra do Extremo
- São Miguel de Acha
- Segura
- Toulões
- Zebreira

### Ílhavo
- Gafanha da Encarnação
- Gafanha da Nazaré
- Gafanha do Carmo
- Ílhavo

## L

### Lagoa
- Carvoeiro
- Estômbar
- Ferragudo
- Lagoa
- Parchal
- Porches

### Lagoa (Açores)
- Água de Pau
- Cabouco
- Lagoa (Nossa Senhora do Rosário)
- Lagoa (Santa Cruz)
- Ribeira Chã

### Lagos
- Barão de São João
- Bensafrim
- Lagos (Santa Maria)
- Lagos (São Sebastião)
- Luz
- Odiáxere

### Lajes das Flores
- Fajã Grande
- Fajãzinha
- Fazenda
- Lajedo
- Lajes das Flores
- Lomba
- Mosteiro

### Lajes do Pico
- Calheta de Nesquim
- Lajes do Pico
- Piedade
- Ribeiras
- Ribeirinha
- São João

### Lamego
- Avões
- Bigorne
- Britiande
- Cambres
- Cepões
- Ferreirim
- Ferreiros de Avões
- Figueira
- Lalim
- Lamego (Almacave)
- Lamego (Sé)
- Lazarim
- Magueija
- Meijinhos
- Melcões
- Parada do Bispo
- Penajóia
- Penude
- Pretarouca
- Samodães
- Sande
- Valdigem
- Várzea de Abrunhais
- Vila Nova de Souto d'El-Rei

### Leiria
- Amor
- Arrabal
- Azoia
- Bajouca
- Barosa
- Barreira
- Bidoeira de Cima
- Boa Vista
- Caranguejeira
- Carreira
- Carvide
- Chainça
- Coimbrão
- Colmeias
- Cortes
- Freixial
- Leiria
- Maceira
- Marrazes
- Memória
- Milagres
- Monte Real
- Monte Redondo
- Ortigosa
- Parceiros
- Parracheira
- Pousos
- Regueira de Pontes
- Santa Catarina da Serra
- Santa Eufémia
- Souto da Carpalhosa

Várzea

### Lisboa
- Ajuda
- Alcântara
- Alto do Pina
- Alvalade
- Ameixoeira
- Anjos
- Beato
- Benfica
- Campo Grande
- Campolide
- Carnide
- Castelo
- Charneca
- Coração de Jesus
- Encarnação
- Graça
- Lapa
- Lumiar
- Madalena
- Mártires
- Marvila
- Mercês
- Nossa Senhora de Fátima
- Pena
- Penha de França
- Prazeres
- Sacramento
- Santa Catarina
- Santa Engrácia
- Santa Isabel
- Santa Justa
- Santa Maria de Belém
- Santa Maria dos Olivais
- Santiago
- Santo Condestável
- Santo Estêvão
- Santos-o-Velho
- São Cristóvão e São Lourenço
- São Domingos de Benfica
- São Francisco Xavier
- São João
- São João de Brito
- São João de Deus
- São Jorge de Arroios
- São José
- São Mamede
- São Miguel
- São Nicolau
- São Paulo
- São Sebastião da Pedreira
- São Vicente de Fora
- Sé
- Socorro

### Loulé
- Almancil
- Alte
- Ameixial
- Benafim
- Boliqueime
- Loulé (São Clemente)
- Loulé (São Sebastião)
- Quarteira
- Querença
- Salir
- Tôr

### Loures
- Apelação
- Bobadela
- Bucelas
- Camarate
- Fanhões
- Frielas
- Loures
- Lousa
- Moscavide
- Portela
- Prior Velho
- Sacavém
- Santa Iria de Azóia
- Santo Antão do Tojal
- Santo António dos Cavaleiros
- São João da Talha
- São Julião do Tojal
- Unhos

### Lourinhã
- Atalaia
- Lourinhã
- Marteleira
- Miragaia
- Moita dos Ferreiros
- Moledo
- Reguengo Grande
- Ribamar
- Santa Bárbara
- São Bartolomeu dos Galegos
- Vimeiro

### Lousã
- Casal de Ermio
- Foz de Arouce
- Gândaras
- Lousã
- Serpins
- Vilarinho

### Lousada
- Alvarenga
- Aveleda
- Santo Estêvão de Barrosas
- Boim
- Caíde de Rei
- Casais
- Cernadelo
- Covas
- Cristelos
- Figueiras
- Lodares
- Lousada (Santa Margarida)
- Lousada (São Miguel)
- Lustosa
- Macieira
- Meinedo
- Nespereira
- Nevogilde
- Nogueira
- Ordem
- Pias
- Silvares
- Sousela
- Torno
- Vilar do Torno e Alentém

## M

### Mação
- Aboboreira
- Amêndoa
- Cardigos
- Carvoeiro
- Envendos
- Mação
- Ortiga
- Penhascoso

### Macedo de Cavaleiros
- Ala
- Amendoeira
- Arcas
- Bagueixe
- Bornes
- Burga
- Carrapatas
- Castelãos
- Chacim
- Cortiços
- Corujas
- Edroso
- Espadanedo
- Ferreira
- Grijó de Vale Benfeito
- Lagoa
- Lamalonga
- Lamas de Podence
- Lombo
- Macedo de Cavaleiros
- Morais
- Murçós
- Olmos
- Peredo
- Podence
- Salselas
- Santa Combinha
- Sezulfe
- Soutelo Mourisco
- Talhas
- Talhinhas
- Vale Benfeito
- Vale da Porca
- Vale de Prados
- Vilar do Monte
- Vilarinho de Agrochão
- Vilarinho do Monte
- Vinhas

### Machico
- Água de Pena
- Caniçal
- Machico
- Porto da Cruz
- Santo António da Serra

### Madalena
- Bandeiras
- Candelária
- Criação Velha
- Madalena
- São Caetano
- São Mateus

### Mafra
- Azueira
- Carvoeira
- Cheleiros
- Encarnação
- Enxara do Bispo
- Ericeira
- Gradil
- Igreja Nova
- Mafra
- Malveira
- Milharado
- Santo Estêvão das Galés
- Santo Isidoro
- São Miguel de Alcainça
- Sobral da Abelheira
- Venda do Pinheiro
- Vila Franca do Rosário

### Maia
- Águas Santas
- Barca
- Folgosa
- Gemunde
- Gondim
- Gueifães
- Maia
- Milheirós
- Moreira
- Nogueira
- Pedrouços
- Avioso (Santa Maria)
- Avioso (São Pedro)
- São Pedro Fins
- Silva Escura
- Vermoim
- Vila Nova da Telha

### Mangualde
- Abrunhosa-a-Velha
- Alcafache
- Chãs de Tavares
- Cunha Alta
- Cunha Baixa
- Espinho
- Fornos de Maceira Dão
- Freixiosa
- Lobelhe do Mato
- Mangualde
- Mesquitela
- Moimenta de Maceira Dão
- Póvoa de Cervães
- Quintela de Azurara
- Santiago de Cassurrães
- São João da Fresta
- Travanca de Tavares
- Várzea de Tavares

### Manteigas
- Manteigas (Santa Maria)
- Manteigas (São Pedro)
- Sameiro
- Vale de Amoreira

### Marco de Canaveses
- Alpendurada e Matos
- Ariz
- Avessadas
- Banho e Carvalhosa
- Constance
- Favões
- Folhada
- Fornos
- Freixo
- Magrelos
- Manhuncelos
- Maureles
- Paços de Gaiolo
- Paredes de Viadores
- Penha Longa
- Rio de Galinhas
- Rosem
- Sande
- Santo Isidoro
- São Lourenço do Douro
- São Nicolau
- Soalhães
- Sobretâmega
- Tabuado
- Torrão
- Toutosa
- Tuias
- Várzea da Ovelha e Aliviada
- Várzea do Douro
- Vila Boa de Quires
- Vila Boa do Bispo

### Marinha Grande
- Marinha Grande
- Moita
- Vieira de Leiria

### Marvão
- Beirã
- Santa Maria de Marvão
- Santo António das Areias
- São Salvador da Aramenha

### Matosinhos
- Custóias
- Guifões
- Lavra
- Leça da Palmeira
- Leça do Balio
- Matosinhos
- Perafita
- Santa Cruz do Bispo
- São Mamede de Infesta
- Senhora da Hora

### Mealhada
- Antes
- Barcouço
- Casal Comba
- Luso
- Mealhada
- Pampilhosa
- Vacariça
- Ventosa do Bairro

### Mêda
- Aveloso
- Barreira
- Carvalhal
- Casteição
- Coriscada
- Fonte Longa
- Longroiva
- Marialva
- Meda
- Outeiro de Gatos
- Pai Penela
- Poço do Canto
- Prova
- Rabaçal
- Ranhados
- Vale Flor

### Melgaço
- Alvaredo
- Castro Laboreiro
- Chaviães
- Cousso
- Cristoval
- Cubalhão
- Fiães
- Gave
- Lamas de Mouro
- Paços
- Paderne
- Parada do Monte
- Penso
- Prado
- Remoães
- Roussas
- São Paio
- Vila

### Mértola
- Alcaria Ruiva
- Corte do Pinto
- Espírito Santo
- Mértola
- Santana de Cambas
- São João dos Caldeireiros
- São Miguel do Pinheiro
- São Pedro de Solis
- São Sebastião dos Carros

### Mesão Frio
- Barqueiros
- Cidadelhe
- Mesão Frio (Santa Cristina)
- Mesão Frio (São Nicolau)
- Oliveira
- Vila Jusã
- Vila Marim

### Mira
- Carapelhos
- Mira
- Praia de Mira
- Seixo

### Miranda do Corvo
- Lamas
- Miranda do Corvo
- Rio Vide
- Semide
- Vila Nova

### Miranda do Douro
- Águas Vivas
- Atenor
- Cicouro
- Constantim
- Duas Igrejas
- Genísio
- Ifanes
- Malhadas
- Miranda do Douro
- Palaçoulo
- Paradela
- Picote
- Póvoa
- São Martinho de Angueira
- Sendim
- Silva
- Vila Chã de Braciosa

### Mirandela
- Abambres
- Abreiro
- Aguieiras
- Alvites
- Avantos
- Avidagos
- Barcel
- Bouça
- Cabanelas
- Caravelas
- Carvalhais
- Cedães
- Cobro
- Fradizela
- Franco
- Frechas
- Freixeda
- Lamas de Orelhão
- Marmelos
- Mascarenhas
- Mirandela
- Múrias
- Navalho
- Passos
- Pereira
- Romeu
- São Pedro Velho
- São Salvador
- Suçães
- Torre de Dona Chama
- Vale de Asnes
- Vale de Gouvinhas
- Vale de Salgueiro
- Vale de Telhas
- Valverde
- Vila Boa
- Vila Verde

### Mogadouro
- Azinhoso
- Bemposta
- Bruçó
- Brunhoso
- Brunhozinho
- Castanheira
- Castelo Branco
- Castro Vicente
- Meirinhos
- Mogadouro
- Paradela
- Penas Róias
- Peredo da Bemposta
- Remondes
- Saldanha
- Sanhoane
- São Martinho do Peso
- Soutelo
- Tó
- Travanca
- Urrós
- Vale da Madre
- Vale de Porco
- Valverde
- Ventozelo
- Vila de Ala
- Vilar de Rei
- Vilarinho dos Galegos

### Moimenta da Beira
- Aldeia de Nacomba
- Alvite
- Arcozelos
- Ariz
- Baldos
- Cabaços
- Caria
- Castelo
- Leomil
- Moimenta da Beira
- Nagosa
- Paradinha
- Passô
- Pêra Velha
- Peva
- Rua
- Sarzedo
- Segões
- Sever
- Vilar

### Moita
- Alhos Vedros
- Baixa da Banheira
- Gaio-Rosário
- Moita
- Sarilhos Pequenos
- Vale da Amoreira

### Monção
- Abedim
- Anhões
- Badim
- Barbeita
- Barroças e Taias
- Bela
- Cambeses
- Ceivães
- Cortes
- Lapela
- Lara
- Longos Vales
- Lordelo
- Luzio
- Mazedo
- Merufe
- Messegães
- Monção
- Moreira
- Parada
- Pias
- Pinheiros
- Podame
- Portela
- Riba de Mouro
- Sá
- Sago
- Segude
- Tangil
- Troporiz
- Troviscoso
- Trute
- Valadares

### Monchique
- Alferce
- Marmelete
- Monchique

### Mondim de Basto
- Atei
- Bilhó
- Campanhó
- Ermelo
- Mondim de Basto
- Paradança
- Pardelhas
- Vilar de Ferreiros

### Monforte
- Assumar
- Monforte
- Santo Aleixo
- Vaiamonte

### Montalegre
- Cabril
- Cambeses do Rio
- Cervos
- Chã
- Contim
- Covelães
- Covelo do Gerês
- Donões
- Ferral
- Fervidelas
- Fiães do Rio
- Gralhas
- Meixedo
- Meixide
- Montalegre
- Morgade
- Mourilhe
- Negrões
- Outeiro
- Padornelos
- Padroso
- Paradela
- Pitões das Júnias
- Pondras
- Reigoso
- Salto
- Santo André
- Sarraquinhos
- Sezelhe
- Solveira
- Tourém
- Venda Nova
- Viade de Baixo
- Vila da Ponte
- Vilar de Perdizes

### Montemor-o-Novo
- Cabrela
- Ciborro
- Cortiçadas
- Foros de Vale de Figueira
- Lavre
- Nossa Senhora da Vila
- Nossa Senhora do Bispo
- Santiago do Escoural
- São Cristóvão
- Silveiras

### Montemor-o-Velho
- Abrunheira
- Arazede
- Carapinheira
- Ereira
- Gatões
- Liceia
- Meãs do Campo
- Montemor-o-Velho
- Pereira
- Santo Varão
- Seixo de Gatões
- Tentúgal
- Verride
- Vila Nova da Barca

### Montijo
- Afonsoeiro
- Alto Estanqueiro - Jardia
- Atalaia
- Canha
- Montijo
- Pegões
- Santo Isidro de Pegões
- Sarilhos Grandes

### Mora
- Brotas
- Cabeção
- Mora
- Pavia

### Mortágua
- Almaça
- Cercosa
- Cortegaça
- Espinho
- Marmeleira
- Mortágua
- Pala
- Sobral
- Trezói
- Vale de Remígio

### Moura
- Amareleja
- Moura (Santo Agostinho)
- Moura (São João Baptista)
- Póvoa de São Miguel
- Safara
- Santo Aleixo da Restauração
- Santo Amador
- Sobral da Adiça

### Mourão
- Granja
- Luz
- Mourão

### Murça
- Candedo
- Carva
- Fiolhoso
- Jou
- Murça
- Noura
- Palheiros
- Valongo de Milhais
- Vilares

### Murtosa
- Bunheiro
- Monte
- Murtosa
- Torreira

## N

### Nazaré
- Famalicão
- Nazaré
- Valado dos Frades

### Nelas
- Aguieira
- Canas de Senhorim
- Carvalhal Redondo
- Lapa do Lobo
- Moreira
- Nelas
- Santar
- Senhorim
- Vilar Seco

### Nisa
- Alpalhão
- Amieira do Tejo
- Arez
- Espírito Santo
- Montalvão
- Nossa Senhora da Graça
- Santana
- São Matias
- São Simão
- Tolosa

### Nordeste
- Achada
- Achadinha
- Algarvia
- Lomba da Fazenda
- Nordeste
- Salga
- Santana
- Santo António de Nordestinho
- São Pedro de Nordestinho

## O

### Óbidos
- A dos Negros
- Amoreira
- Gaeiras
- Óbidos (Santa Maria)
- Óbidos (São Pedro)
- Olho Marinho
- Sobral da Lagoa
- Usseira
- Vau

### Odemira
- Bicos
- Boavista dos Pinheiros
- Colos
- Longueira - Almograve
- Luzianes-Gare
- Odemira (Santa Maria)
- Odemira (São Salvador)
- Pereiras-Gare
- Relíquias
- Sabóia
- Santa Clara-a-Velha
- São Luís
- São Martinho das Amoreiras
- São Teotónio
- Vale de Santiago
- Vila Nova de Milfontes
- Zambujeira do Mar

### Odivelas
- Caneças
- Famões
- Odivelas
- Olival Basto
- Pontinha
- Póvoa de Santo Adrião
- Ramada

### Oeiras
- Algés
- Barcarena
- Carnaxide
- Caxias
- Cruz Quebrada - Dafundo
- Linda-a-Velha
- Oeiras e São Julião da Barra
- Paço de Arcos
- Porto Salvo
- Queijas

### Oleiros
- Álvaro
- Amieira
- Cambas
- Estreito
- Isna
- Madeirã
- Mosteiro
- Oleiros
- Orvalho
- Sarnadas de São Simão
- Sobral
- Vilar Barroco

### Olhão
- Fuseta
- Moncarapacho
- Olhão
- Pechão
- Quelfes

### Oliveira de Azeméis
- Carregosa
- Cesar
- Fajões
- Loureiro
- Macieira de Sarnes
- Macinhata da Seixa
- Madaíl
- Nogueira do Cravo
- Oliveira de Azeméis
- Ossela
- Palmaz
- Pindelo
- Pinheiro da Bemposta
- Santiago de Riba-Ul
- São Martinho da Gândara
- Travanca
- Ul
- Vila Chã de São Roque
- Vila de Cucujães

### Oliveira de Frades
- Arca
- Arcozelo das Maias
- Destriz
- Oliveira de Frades
- Pinheiro
- Reigoso
- Ribeiradio
- São João da Serra
- São Vicente de Lafões
- Sejães
- Souto de Lafões
- Varzielas

### Oliveira do Bairro
- Bustos
- Mamarrosa
- Oiã
- Oliveira do Bairro
- Palhaça
- Troviscal

### Oliveira do Hospital
- Aldeia das Dez
- Alvoco das Várzeas
- Avô
- Bobadela
- Ervedal
- Lagares
- Lagos da Beira
- Lajeosa
- Lourosa
- Meruge
- Nogueira do Cravo
- Oliveira do Hospital
- Penalva de Alva
- Santa Ovaia
- São Gião
- São Paio de Gramaços
- São Sebastião da Feira
- Seixo da Beira
- Travanca de Lagos
- Vila Franca da Beira
- Vila Pouca da Beira

### Ourém
- Alburitel
- Atouguia
- Casal dos Bernardos
- Caxarias
- Cercal
- Espite
- Fátima
- Formigais
- Freixianda
- Gondemaria
- Matas
- Nossa Senhora da Piedade
- Nossa Senhora das Misericórdias
- Olival
- Ribeira do Fárrio
- Rio de Couros
- Seiça
- Urqueira

### Ourique
- Conceição
- Garvão
- Ourique
- Panóias
- Santa Luzia
- Santana da Serra

### Ovar
- Arada
- Cortegaça
- Esmoriz
- Maceda
- Ovar
- São João
- São Vicente de Pereira Jusã
- Válega

## P

### Paços de Ferreira
- Arreigada
- Carvalhosa
- Codessos
- Eiriz
- Ferreira
- Figueiró
- Frazão
- Freamunde
- Lamoso
- Meixomil
- Modelos
- Paços de Ferreira
- Penamaior
- Raimonda
- Sanfins de Ferreira
- Seroa

### Palmela
- Marateca
- Palmela
- Pinhal Novo
- Poceirão
- Quinta do Anjo

### Pampilhosa da Serra
- Cabril
- Dornelas do Zêzere
- Fajão
- Janeiro de Baixo
- Machio
- Pampilhosa da Serra
- Pessegueiro
- Portela do Fojo
- Unhais-o-Velho
- Vidual

### Paredes
- Aguiar de Sousa
- Astromil
- Baltar
- Beire
- Besteiros
- Bitarães
- Castelões de Cepeda
- Cete
- Cristelo
- Duas Igrejas
- Gandra
- Gondalães
- Lordelo
- Louredo
- Madalena
- Mouriz
- Parada de Todeia
- Rebordosa
- Recarei
- Sobreira
- Sobrosa
- Vandoma
- Vila Cova de Carros
- Vilela

### Paredes de Coura
- Agualonga
- Bico
- Castanheira
- Cossourado
- Coura
- Cristelo
- Cunha
- Ferreira
- Formariz
- Infesta
- Insalde
- Linhares
- Mozelos
- Padornelo
- Parada
- Paredes de Coura
- Porreiras
- Resende
- Romarigães
- Rubiães
- Vascões

### Pedrógão Grande
- Graça
- Pedrógão Grande
- Vila Facaia

### Penacova
- Carvalho
- Figueira de Lorvão
- Friúmes
- Lorvão
- Oliveira do Mondego
- Paradela
- Penacova
- São Paio do Mondego
- São Pedro de Alva
- Sazes do Lorvão
- Travanca do Mondego

### Penafiel
- Abragão
- Boelhe
- Bustelo
- Cabeça Santa
- Canelas
- Capela
- Castelões
- Croca
- Duas Igrejas
- Eja
- Figueira
- Fonte Arcada
- Galegos
- Guilhufe
- Irivo
- Lagares
- Luzim
- Marecos
- Milhundos
- Novelas
- Oldrões
- Paço de Sousa
- Paredes
- Penafiel
- Perozelo
- Pinheiro
- Portela
- Rans
- Recezinhos (São Mamede)
- Recezinhos (São Martinho)
- Rio de Moinhos
- Rio Mau
- Santa Marta
- Santiago de Subarrifana
- Sebolido
- Urrô
- Valpedre
- Vila Cova

### Penalva do Castelo
- Antas
- Castelo de Penalva
- Esmolfe
- Germil
- Ínsua
- Lusinde
- Mareco
- Matela
- Pindo
- Real
- Sezures
- Trancozelos
- Vila Cova do Covelo

### Penamacor
- Águas
- Aldeia de João Pires
- Aldeia do Bispo
- Aranhas
- Bemposta
- Benquerença
- Meimão
- Meimoa
- Pedrógão de São Pedro
- Penamacor
- Salvador
- Vale da Senhora da Póvoa

### Penedono
- Antas
- Beselga
- Castainço
- Granja
- Ourozinho
- Penedono
- Penela da Beira
- Póvoa de Penela
- Souto

### Penela
- Cumeeira
- Espinhal
- Penela (Santa Eufémia)
- Penela (São Miguel)
- Podentes
- Rabaçal

### Peniche
- Atouguia da Baleia
- Ferrel
- Peniche (Ajuda)
- Peniche (Conceição)
- Peniche (São Pedro)
- Serra d'El-Rei

### Peso da Régua
- Canelas
- Covelinhas
- Fontelas
- Galafura
- Godim
- Loureiro
- Moura Morta
- Peso da Régua
- Poiares
- Sedielos
- Vilarinho dos Freires
- Vinhós

### Pinhel
- Alverca da Beira
- Atalaia
- Azevo
- Bogalhal
- Bouça Cova
- Cerejo
- Cidadelhe
- Ervas Tenras
- Ervedosa
- Freixedas
- Gouveia
- Lamegal
- Lameiras
- Manigoto
- Pala
- Pereiro
- Pinhel
- Pínzio
- Pomares
- Póvoa de El-Rei
- Safurdão
- Santa Eufémia
- Sorval
- Souro Pires
- Valbom
- Vale de Madeira
- Vascoveiro

### Pombal
- Abiul
- Albergaria dos Doze
- Almagreira
- Carnide
- Carriço
- Guia
- Ilha
- Louriçal
- Mata Mourisca
- Meirinhas
- Pelariga
- Pombal
- Redinha
- Santiago de Litém
- São Simão de Litém
- Vermoil
- Vila Cã

### Ponta Delgada
- Ajuda da Bretanha
- Arrifes
- Candelária
- Capelas
- Covoada
- Fajã de Baixo
- Fajã de Cima
- Fenais da Luz
- Feteiras
- Ginetes
- Livramento
- Mosteiros
- Pilar da Bretanha
- Ponta Delgada (São José)
- Ponta Delgada (São Pedro)
- Ponta Delgada (São Sebastião)
- Relva
- Remédios
- Santa Bárbara
- Santa Clara
- Santo António
- São Roque
- São Vicente Ferreira
- Sete Cidades

### Ponta do Sol
- Canhas
- Madalena do Mar
- Ponta do Sol

### Ponte da Barca
- Azias
- Boivães
- Bravães
- Britelo
- Crasto
- Cuide de Vila Verde
- Entre Ambos-os-Rios
- Ermida
- Germil
- Grovelas
- Lavradas
- Lindoso
- Nogueira
- Oleiros
- Paço Vedro de Magalhães
- Ponte da Barca
- Ruivos
- Sampriz
- Salvador de Touvedo
- São Lourenço de Touvedo
- São Pedro de Vade
- São Tomé de Vade
- Santiago de Vila Chã
- São João Baptista de Vila Chã
- Vila Nova da Muía

### Ponte de Lima
- Anais
- Arca
- Arcos
- Arcozelo
- Ardegão
- Bárrio
- Beiral do Lima
- Bertiandos
- Boalhosa
- Brandara
- Cabaços
- Cabração
- Calheiros
- Calvelo
- Cepões
- Correlhã
- Estorãos
- Facha
- Feitosa
- Fojo Lobal
- Fontão
- Fornelos
- Freixo
- Friastelas
- Gaifar
- Gandra
- Gemieira
- Gondufe
- Labruja
- Labrujó
- Mato
- Moreira do Lima
- Navió
- Poiares
- Ponte de Lima
- Queijada
- Rebordões (Santa Maria)
- Rebordões (Souto)
- Refóios do Lima
- Rendufe
- Ribeira
- Sá
- Sandiães
- Santa Comba
- Santa Cruz do Lima
- Seara
- Serdedelo
- Vilar das Almas
- Vilar do Monte
- Vitorino das Donas
- Vitorino dos Piães

### Ponte de Sor
- Foros de Arrão
- Galveias
- Longomel
- Montargil
- Ponte de Sor
- Tramaga
- Vale de Açor

### Portalegre
- Alagoa
- Alegrete
- Carreiras
- Fortios
- Reguengo
- Ribeira de Nisa
- São Julião
- Portalegre (São Lourenço)
- Portalegre (Sé)
- Urra

### Portel
- Alqueva
- Amieira
- Monte do Trigo
- Oriola
- Portel
- Santana
- São Bartolomeu do Outeiro
- Vera Cruz

### Portimão
- Alvor
- Mexilhoeira Grande
- Portimão

### Porto
- Aldoar
- Bonfim
- Campanhã
- Cedofeita
- Foz do Douro
- Lordelo do Ouro
- Massarelos
- Miragaia
- Nevogilde
- Paranhos
- Ramalde
- Santo Ildefonso
- São Nicolau
- Sé
- Vitória

### Porto de Mós
- Alcaria
- Alqueidão da Serra
- Alvados
- Arrimal
- Calvaria de Cima
- Juncal
- Mendiga
- Mira de Aire
- Pedreiras
- Porto de Mós (São João Baptista)
- Porto de Mós (São Pedro)
- São Bento
- Serro Ventoso

### Porto Moniz
- Achadas da Cruz
- Porto Moniz
- Ribeira da Janela
- Seixal

### Porto Santo
- Porto Santo

### Póvoa de Lanhoso
- Águas Santas
- Ajude
- Brunhais
- Calvos
- Campos
- Covelas
- Esperança
- Ferreiros
- Fontarcada
- Frades
- Friande
- Galegos
- Garfe
- Geraz do Minho
- Lanhoso
- Louredo
- Monsul
- Moure
- Oliveira
- Póvoa de Lanhoso (Nossa Senhora do Amparo)
- Rendufinho
- Santo Emilião
- São João de Rei
- Serzedelo
- Sobradelo da Goma
- Taíde
- Travassos
- Verim
- Vilela

### Póvoa de Varzim
- A Ver-o-Mar
- Aguçadoura
- Amorim
- Argivai
- Balasar
- Beiriz
- Estela
- Laúndos
- Navais
- Póvoa de Varzim
- Rates
- Terroso

### Povoação
- Água Retorta
- Faial da Terra
- Furnas
- Nossa Senhora dos Remédios
- Povoação
- Ribeira Quente

### Praia da Vitória
- Agualva
- Biscoitos
- Cabo da Praia
- Fonte do Bastardo
- Fontinhas
- Lajes
- Porto Martins
- Praia da Vitória
- Quatro Ribeiras
- São Brás
- Vila Nova

### Proença-a-Nova
- Alvito da Beira
- Montes da Senhora
- Peral
- Proença-a-Nova
- São Pedro do Esteval
- Sobreira Formosa

## R

### Redondo
- Montoito
- Redondo

### Reguengos de Monsaraz
- Campinho
- Campo
- Corval
- Monsaraz
- Reguengos de Monsaraz

### Resende
- Anreade
- Barrô
- Cárquere
- Feirão
- Felgueiras
- Freigil
- Miomães
- Ovadas
- Panchorra
- Paus
- Resende
- São Cipriano
- São João de Fontoura
- São Martinho de Mouros
- São Romão de Aregos

### Ribeira Brava
- Campanário
- Ribeira Brava
- Serra de Água
- Tábua

### Ribeira de Pena
- Alvadia
- Canedo
- Cerva
- Limões
- Ribeira de Pena (Salvador)
- Ribeira de Pena (Santa Marinha)
- Santo Aleixo de Além-Tâmega

### Ribeira Grande
- Calhetas
- Fenais da Ajuda
- Lomba da Maia
- Lomba de São Pedro
- Maia
- Pico da Pedra
- Porto Formoso
- Rabo de Peixe
- Ribeira Grande (Conceição)
- Ribeira Grande (Matriz)
- Ribeira Seca
- Ribeirinha
- Santa Bárbara
- São Brás

### Rio Maior
- Alcobertas
- Arrouquelas
- Arruda dos Pisões
- Asseiceira
- Assentiz
- Azambujeira
- Fráguas
- Malaqueijo
- Marmeleira
- Outeiro da Cortiçada
- Ribeira de São João
- Rio Maior
- São João da Ribeira
- São Sebastião

## S

### Sabrosa
- Celeirós
- Covas do Douro
- Gouvães do Douro
- Gouvinhas
- Paços
- Parada de Pinhão
- Paradela de Guiães
- Provesende
- Sabrosa
- São Cristóvão do Douro
- São Lourenço de Ribapinhão
- São Martinho de Antas
- Souto Maior
- Torre do Pinhão
- Vilarinho de São Romão

### Sabugal
- Águas Belas
- Aldeia da Ponte
- Aldeia da Ribeira
- Aldeia de Santo António
- Aldeia do Bispo
- Aldeia Velha
- Alfaiates
- Badamalos
- Baraçal
- Bendada
- Bismula
- Casteleiro
- Cerdeira
- Fóios
- Forcalhos
- Lajeosa
- Lomba
- Malcata
- Moita
- Nave
- Pena Lobo
- Pousafoles do Bispo
- Quadrazais
- Quinta de São Bartolomeu
- Rapoula do Côa
- Rebolosa
- Rendo
- Ruivós
- Ruvina
- Sabugal
- Santo Estêvão
- Seixo do Côa
- Sortelha
- Souto
- Vale das Éguas
- Vale de Espinho
- Vale Longo
- Vila Boa
- Vila do Touro
- Vilar Maior

### Salvaterra de Magos
- Foros de Salvaterra
- Glória do Ribatejo
- Granho
- Marinhais
- Muge
- Salvaterra de Magos

### Santa Comba Dão
- Couto do Mosteiro
- Nagozela
- Ovoa
- Pinheiro de Ázere
- Santa Comba Dão
- São Joaninho
- São João de Areias
- Treixedo
- Vimieiro

### Santa Cruz
- Camacha
- Caniço
- Gaula
- Santa Cruz
- Santo António da Serra

### Santa Cruz da Graciosa
- Guadalupe
- Luz
- Praia
- Santa Cruz da Graciosa

### Santa Cruz das Flores
- Caveira
- Cedros
- Ponta Delgada
- Santa Cruz das Flores

### Santa Maria da Feira
- Argoncilhe
- Arrifana
- Caldas de São Jorge
- Canedo
- Escapães
- Espargo
- Feira
- Fiães
- Fornos
- Gião
- Guisande
- Lobão
- Louredo
- Lourosa
- Milheirós de Poiares
- Mosteiró
- Mozelos
- Nogueira da Regedoura
- Paços de Brandão
- Pigeiros
- Rio Meão
- Romariz
- Sanfins
- Sanguedo
- Santa Maria de Lamas
- São João de Ver
- São Paio de Oleiros
- Souto
- Travanca
- Vale
- Vila Maior

### Santa Marta de Penaguião
- Alvações do Corgo
- Cumieira
- Fontes
- Fornelos
- Lobrigos (São João Baptista)
- Lobrigos (São Miguel) (Santa Marta de Penaguião)
- Louredo
- Medrões
- Sanhoane
- Sever

### Santana
- Arco de São Jorge
- Faial
- Ilha
- Santana
- São Jorge
- São Roque do Faial

### Santarém
- Abitureiras
- Abrã
- Achete
- Alcanede
- Alcanhões
- Almoster
- Amiais de Baixo
- Arneiro das Milhariças
- Azóia de Baixo
- Azóia de Cima
- Casével
- Gançaria
- Moçarria
- Pernes
- Pombalinho
- Póvoa da Isenta
- Póvoa de Santarém
- Romeira
- Santa Iria da Ribeira de Santarém
- Santarém (Marvila)
- Santarém (São Nicolau)
- Santarém (São Salvador)
- São Vicente de Paul
- Tremês
- Vale de Figueira
- Vale de Santarém
- Vaqueiros
- Várzea

### Santiago do Cacém
- Abela
- Alvalade
- Cercal
- Ermidas-Sado
- Santa Cruz
- Santiago do Cacém
- Vila Nova de Santo André
- São Bartolomeu da Serra
- São Domingos
- São Francisco da Serra
- Vale de Água

### Santo Tirso
- Agrela
- Água Longa
- Areias
- Burgães
- Campo (São Martinho)
- Carreira
- Couto (Santa Cristina)
- Couto (São Miguel)
- Guimarei
- Lama
- Lamelas
- Monte Córdova
- Negrelos (São Mamede)
- Negrelos (São Tomé)
- Palmeira
- Rebordões
- Refojos de Riba de Ave
- Reguenga
- Roriz
- Santo Tirso
- São Salvador do Campo
- Sequeiró
- Vila das Aves
- Vilarinho

### São Brás de Alportel
- São Brás de Alportel

### São João da Madeira
- São João da Madeira

### São João da Pesqueira
- Castanheiro do Sul
- Ervedosa do Douro
- Espinhosa
- Nagozelo do Douro
- Paredes da Beira
- Pereiros
- Riodades
- São João da Pesqueira
- Soutelo do Douro
- Trevões
- Vale de Figueira
- Valongo dos Azeites
- Várzea de Trevões
- Vilarouco

### São Pedro do Sul
- Baiões
- Bordonhos
- Candal
- Carvalhais
- Covas do Rio
- Figueiredo de Alva
- Manhouce
- Pindelo dos Milagres
- Pinho
- Santa Cruz da Trapa
- São Cristóvão de Lafões
- São Félix
- São Martinho das Moitas
- São Pedro do Sul
- Serrazes
- Sul
- Valadares
- Várzea
- Vila Maior

### São Roque do Pico
- Prainha
- Santa Luzia
- Santo Amaro
- Santo António
- São Roque do Pico

### São Vicente (Madeira)
- Boa Ventura
- Ponta Delgada
- São Vicente

### Sardoal
- Alcaravela
- Santiago de Montalegre
- Sardoal
- Valhascos

### Sátão
- Águas Boas
- Avelal
- Decermilo
- Ferreira de Aves
- Forles
- Mioma
- Rio de Moinhos
- Romãs
- São Miguel de Vila Boa
- Sátão
- Silvã de Cima
- Vila Longa

### Seia
- Alvoco da Serra
- Cabeça
- Carragozela
- Folhadosa
- Girabolhos
- Lajes
- Lapa dos Dinheiros
- Loriga
- Paranhos da Beira
- Pinhanços
- Sabugueiro
- Sameice
- Sandomil
- Santa Comba
- Santa Eulália
- Santa Marinha
- Santiago
- São Martinho
- São Romão
- Sazes da Beira
- Seia
- Teixeira
- Torrozelo
- Tourais
- Travancinha
- Valezim
- Várzea de Meruge
- Vide
- Vila Cova à Coelheira

### Seixal
- Aldeia de Paio Pires
- Amora
- Arrentela
- Corroios
- Fernão Ferro
- Seixal

### Sernancelhe
- Arnas
- Carregal
- Chosendo
- Cunha
- Escurquela
- Faia
- Ferreirim
- Fonte Arcada
- Freixinho
- Granjal
- Lamosa
- Macieira
- Penso
- Quintela
- Sarzeda
- Sernancelhe
- Vila da Ponte

### Serpa
- Aldeia Nova de São Bento
- Brinches
- Pias
- Serpa (Salvador)
- Serpa (Santa Maria)
- Vale de Vargo
- Vila Verde de Ficalho

### Sertã
- Cabeçudo
- Carvalhal
- Castelo
- Cernache do Bonjardim
- Cumeada
- Ermida
- Figueiredo
- Marmeleira
- Nesperal
- Palhais
- Pedrógão Pequeno
- Sertã
- Troviscal
- Várzea dos Cavaleiros

### Sesimbra
- Quinta do Conde
- Sesimbra (Castelo)
- Sesimbra (Santiago)

### Setúbal
- Gâmbia - Pontes - Alto da Guerra
- Setúbal (Sado)
- São Lourenço
- São Simão
- Setúbal (Nossa Senhora da Anunciada)
- Setúbal (Santa Maria da Graça)
- Setúbal (São Julião)
- Setúbal (São Sebastião)

### Sever do Vouga
- Cedrim
- Couto de Esteves
- Dornelas
- Paradela
- Pessegueiro do Vouga
- Rocas do Vouga
- Sever do Vouga
- Silva Escura
- Talhadas

### Silves
- Alcantarilha
- Algoz
- Armação de Pêra
- Pêra
- São Bartolomeu de Messines
- São Marcos da Serra
- Silves
- Tunes

### Sines
- Porto Covo
- Sines

### Sintra
- Agualva
- Algueirão - Mem Martins
- Almargem do Bispo
- Belas
- Cacém
- Casal de Cambra
- Colares
- Massamá
- Mira-Sintra
- Monte Abraão
- Montelavar
- Pêro Pinheiro
- Queluz (Sintra)
- Rio de Mouro
- São João das Lampas
- São Marcos
- Sintra (Santa Maria e São Miguel)
- Sintra (São Martinho)
- Sintra (São Pedro de Penaferrim)
- Terrugem

### Sobral de Monte Agraço
- Santo Quintino
- Sapataria
- Sobral de Monte Agraço

### Soure
- Alfarelos
- Brunhós
- Degracias
- Figueiró do Campo
- Gesteira
- Granja do Ulmeiro
- Pombalinho
- Samuel
- Soure
- Tapéus
- Vila Nova de Anços
- Vinha da Rainha

### Sousel
- Cano
- Casa Branca
- Santo Amaro
- Sousel

## T

### Tábua
- Ázere
- Candosa
- Carapinha
- Covas
- Covelo
- Espariz
- Meda de Mouros
- Midões
- Mouronho
- Pinheiro de Coja
- Póvoa de Midões
- São João da Boa Vista
- Sinde
- Tábua
- Vila Nova de Oliveirinha

### Tabuaço
- Adorigo
- Arcos
- Barcos
- Chavães
- Desejosa
- Granja do Tedo
- Granjinha
- Longra
- Paradela
- Pereiro
- Pinheiros
- Santa Leocádia
- Sendim
- Tabuaço
- Távora
- Vale de Figueira
- Valença do Douro

### Tarouca
- Dálvares
- Gouviães
- Granja Nova
- Mondim da Beira
- Salzedas
- São João de Tarouca
- Tarouca
- Ucanha
- Várzea da Serra
- Vila Chã da Beira

### Tavira
- Cabanas de Tavira
- Cachopo
- Conceição
- Luz
- Santa Catarina da Fonte do Bispo
- Santa Luzia
- Santo Estêvão
- Tavira (Santa Maria)
- Tavira (Santiago)

### Terras de Bouro
- Balança
- Brufe
- Campo do Gerês
- Carvalheira
- Chamoim
- Chorense
- Cibões
- Covide
- Gondoriz
- Moimenta
- Monte
- Ribeira
- Rio Caldo
- Souto
- Valdosende
- Vilar
- Vilar da Veiga

### Tomar
- Além da Ribeira
- Alviobeira
- Asseiceira
- Beselga
- Carregueiros
- Casais
- Junceira
- Madalena
- Olalhas
- Paialvo
- Pedreira
- Sabacheira
- São Pedro de Tomar
- Serra
- Tomar (Santa Maria dos Olivais)
- Tomar (São João Baptista)

### Tondela
- Barreiro de Besteiros
- Campo de Besteiros
- Canas de Santa Maria
- Caparrosa
- Castelões
- Dardavaz
- Ferreirós do Dão
- Guardão
- Lajeosa
- Lobão da Beira
- Molelos
- Mosteirinho
- Mosteiro de Fráguas
- Mouraz
- Nandufe
- Parada de Gonta
- Sabugosa
- Santiago de Besteiros
- São João do Monte
- São Miguel do Outeiro
- Silvares
- Tonda
- Tondela
- Tourigo
- Vila Nova da Rainha
- Vilar de Besteiros

### Torre de Moncorvo
- Açoreira
- Adeganha
- Cabeça Boa
- Cardanha
- Carviçais
- Castedo
- Felgar
- Felgueiras
- Horta da Vilariça
- Larinho
- Lousa
- Maçores
- Mós
- Peredo dos Castelhanos
- Souto da Velha
- Torre de Moncorvo
- Urros

### Torres Novas
- Alcorochel
- Assentis
- Brogueira
- Chancelaria
- Lapas
- Meia Via
- Olaia
- Paço
- Parceiros de Igreja
- Pedrógão
- Riachos
- Ribeira Branca
- Torres Novas (Salvador)
- Torres Novas (Santa Maria)
- Torres Novas (Santiago)
- Torres Novas (São Pedro)
- Zibreira

### Torres Vedras
- A dos Cunhados
- Campelos
- Carmões
- Carvoeira
- Dois Portos
- Freiria
- Maceira
- Matacães
- Maxial
- Monte Redondo
- Outeiro da Cabeça
- Ponte do Rol
- Ramalhal
- Runa
- São Pedro da Cadeira
- Silveira
- Torres Vedras (Santa Maria do Castelo e São Miguel)
- Torres Vedras (São Pedro e Santiago)
- Turcifal
- Ventosa

### Trancoso
- Aldeia Nova
- Carnicães
- Castanheira
- Cogula
- Cótimos
- Feital
- Fiães
- Freches
- Granja
- Guilheiro
- Moimentinha
- Moreira de Rei
- Palhais
- Póvoa do Concelho
- Reboleiro
- Rio de Mel
- Sebadelhe da Serra
- Souto Maior
- Tamanhos
- Terrenho
- Torre do Terrenho
- Torres
- Trancoso (Santa Maria)
- Trancoso (São Pedro)
- Valdujo
- Vale do Seixo
- Vila Franca das Naves
- Vila Garcia
- Vilares

### Trofa
- Trofa
- Bougado (Santiago) (Trofa)
- Bougado (São Martinho) (Trofa)
- Coronado (São Mamede)
- Coronado (São Romão)
- Covelas
- Guidões
- Muro

## V

### Vagos
- Calvão
- Covão do Lobo
- Fonte de Angeão
- Gafanha da Boa Hora
- Ouca
- Ponte de Vagos
- Santa Catarina
- Santo André de Vagos
- Santo António de Vagos
- Sosa
- Vagos

### Vale de Cambra
- Arões
- Cepelos
- Codal
- Junqueira
- Macieira de Cambra
- Roge
- São Pedro de Castelões
- Vila Chã
- Vila Cova de Perrinho

### Valença
- Arão
- Boivão
- Cerdal
- Cristelo Covo
- Fontoura
- Friestas
- Gandra
- Ganfei
- Gondomil
- Sanfins
- São Julião
- São Pedro da Torre
- Silva
- Taião
- Valença
- Verdoejo

### Valongo
- Alfena
- Campo
- Ermesinde
- Sobrado
- Valongo

### Valpaços
- Água Revés e Crasto
- Algeriz
- Alvarelhos
- Barreiros
- Bouçoães
- Canaveses
- Carrazedo de Montenegro
- Curros
- Ervões
- Fiães
- Fornos do Pinhal
- Friões
- Lebução
- Nozelos
- Padrela e Tazem
- Possacos
- Rio Torto
- Sanfins
- Santa Maria de Emeres
- Santa Valha
- Santiago da Ribeira de Alhariz
- São João da Corveira
- São Pedro de Veiga de Lila
- Serapicos
- Sonim
- Tinhela
- Vales
- Valpaços
- Vassal
- Veiga de Lila
- Vilarandelo

### Velas
- Manadas
- Norte Grande
- Rosais
- Santo Amaro
- Urzelina
- Velas

### Vendas Novas
- Landeira
- Vendas Novas

### Viana do Alentejo
- Aguiar
- Alcáçovas
- Viana do Alentejo

### Viana do Castelo
- Afife
- Alvarães
- Amonde
- Areosa
- Barroselas
- Cardielos
- Carreço
- Carvoeiro
- Castelo do Neiva
- Chafé
- Darque
- Deão
- Deocriste
- Freixieiro do Soutelo
- Geraz do Lima (Santa Leocádia)
- Geraz do Lima (Santa Maria)
- Lanheses
- Mazarefes
- Meadela
- Meixedo
- Montaria
- Moreira de Geraz do Lima
- Mujães
- Neiva
- Nogueira
- Outeiro
- Perre
- Portela Susã
- Portuzelo
- Serreleis
- Subportela
- Torre
- Viana do Castelo (Monserrate)
- Viana do Castelo (Santa Maria Maior)
- Vila de Punhe
- Vila Franca
- Vila Fria
- Vila Mou
- Vila Nova de Anha
- Vilar de Murteda

### Vidigueira
- Pedrógão
- Selmes
- Vidigueira
- Vila de Frades

### Vieira do Minho
- Anissó
- Anjos
- Campos
- Caniçada
- Cantelães
- Cova
- Eira Vedra
- Guilhofrei
- Louredo
- Mosteiro
- Parada do Bouro
- Pinheiro
- Rossas
- Ruivães
- Salamonde
- Soengas
- Soutelo
- Tabuaças
- Ventosa
- Vieira do Minho
- Vilar Chão

### Vila de Rei
- Fundada
- São João do Peso
- Vila de Rei

### Vila do Bispo
- Barão de São Miguel
- Budens
- Raposeira
- Sagres
- Vila do Bispo

### Vila do Conde
- Arcos
- Árvore
- Aveleda
- Azurara
- Bagunte
- Canidelo
- Fajozes
- Ferreiró
- Fornelo
- Gião
- Guilhabreu
- S. Simão da Junqueira
- Labruge
- Macieira da Maia
- Malta
- Mindelo
- Modivas
- Mosteiró
- Outeiro Maior
- Parada
- Retorta
- Rio Mau
- Tougues
- Touguinha
- Touguinhó
- Vairão
- Vila Chã
- Vila do Conde
- Vilar
- Vilar de Pinheiro

### Vila do Porto
- Almagreira
- Santa Bárbara
- Santo Espírito
- São Pedro
- Vila do Porto

### Vila Flor
- Assares
- Benlhevai
- Candoso
- Carvalho de Egas
- Freixiel
- Lodões
- Mourão
- Nabo
- Róios
- Samões
- Sampaio
- Santa Comba de Vilariça
- Seixo de Manhoses
- Trindade
- Vale de Torno
- Vale Frechoso
- Vila Flor
- Vilarinho das Azenhas
- Vilas Boas

### Vila Franca de Xira
- Alhandra
- Alverca do Ribatejo
- Cachoeiras
- Calhandriz
- Castanheira do Ribatejo
- Forte da Casa
- Póvoa de Santa Iria
- São João dos Montes
- Sobralinho
- Vialonga
- Vila Franca de Xira

### Vila Franca do Campo
- Água de Alto
- Ponta Garça
- Ribeira das Tainhas
- Ribeira Seca
- Vila Franca do Campo (São Miguel)
- Vila Franca do Campo (São Pedro)

### Vila Nova da Barquinha
- Atalaia
- Moita do Norte
- Praia do Ribatejo
- Tancos
- Vila Nova da Barquinha

### Vila Nova de Cerveira
- Campos
- Candemil
- Cornes
- Covas
- Gondar
- Gondarém
- Loivo
- Lovelhe
- Mentrestido
- Nogueira
- Reboreda
- Sapardos
- Sopo
- Vila Meã
- Vila Nova de Cerveira

### Vila Nova de Famalicão
- Abade de Vermoim
- Antas
- Arnoso (Santa Eulália)
- Arnoso (Santa Maria)
- Ávidos
- Bairro
- Bente
- Brufe
- Cabeçudos
- Calendário
- Carreira
- Castelões
- Cavalões
- Cruz
- Delães
- Esmeriz
- Fradelos
- Gavião
- Gondifelos
- Jesufrei
- Joane
- Lagoa
- Landim
- Lemenhe
- Louro
- Lousado
- Mogege
- Mouquim
- Nine
- Novais
- Oliveira (Santa Maria)
- Oliveira (São Mateus)
- Outiz
- Pedome
- Portela
- Pousada de Saramagos
- Requião
- Riba de Ave
- Ribeirão
- Ruivães
- Seide (São Miguel)
- Seide (São Paio)
- Sezures
- Telhado
- Vale (São Cosme)
- Vale (São Martinho)
- Vermoim
- Vila Nova de Famalicão
- Vilarinho das Cambas

### Vila Nova de Foz Côa
- Almendra
- Castelo Melhor
- Cedovim
- Chãs
- Custóias
- Freixo de Numão
- Horta
- Mós
- Murça
- Muxagata
- Numão
- Santa Comba
- Santo Amaro
- Sebadelhe
- Seixas
- Touça
- Vila Nova de Foz Côa

### Vila Nova de Gaia
- Arcozelo
- Avintes
- Canelas
- Canidelo
- Crestuma
- Grijó
- Gulpilhares
- Lever
- Madalena
- Mafamude
- Olival
- Oliveira do Douro
- Pedroso
- Perosinho
- Sandim
- Santa Marinha
- São Félix da Marinha
- São Pedro da Afurada
- Seixezelo
- Sermonde
- Serzedo
- Valadares
- Vilar de Andorinho
- Vilar do Paraíso

### Vila Nova de Paiva
- Alhais
- Fráguas
- Pendilhe
- Queiriga
- Touro
- Vila Cova à Coelheira
- Vila Nova de Paiva

### Vila Nova de Poiares
- Arrifana
- Lavegadas
- Santo André de Poiares
- São Miguel de Poiares

### Vila Pouca de Aguiar
- Afonsim
- Alfarela de Jales
- Bornes de Aguiar
- Bragado
- Capeludos
- Gouvães da Serra
- Parada de Monteiros
- Pensalvos
- Sabroso de Aguiar
- Santa Marta da Montanha
- Soutelo de Aguiar
- Telões
- Tresminas
- Valoura
- Vila Pouca de Aguiar
- Vreia de Bornes
- Vreia de Jales

### Vila Real
- Abaças
- Adoufe
- Andrães
- Arroios
- Borbela
- Campeã
- Constantim
- Ermida
- Folhadela
- Guiães
- Justes
- Lamares
- Lamas de Olo
- Lordelo
- Mateus
- Mondrões
- Mouçós
- Nogueira
- Parada de Cunhos
- Pena
- Quintã
- São Tomé do Castelo
- Torgueda
- Vale de Nogueiras
- Vila Cova
- Vila Marim
- Vila Real (Nossa Senhora da Conceição)
- Vila Real (São Dinis)
- Vila Real (São Pedro)
- Vilarinho de Samardã

### Vila Real de Santo António
- Monte Gordo
- Vila Nova de Cacela
- Vila Real de Santo António

### Vila Velha de Ródão
- Fratel
- Perais
- Sarnadas de Ródão
- Vila Velha de Ródão

### Vila Verde
- Aboim da Nóbrega
- Arcozelo
- Atães
- Atiães
- Azões
- Barbudo
- Barros
- Cabanelas
- Carreiras (Santiago)
- Carreiras (São Miguel)
- Cervães
- Codeceda
- Coucieiro
- Covas
- Dossãos
- Duas Igrejas
- Escariz (São Mamede)
- Escariz (São Martinho)
- Esqueiros
- Freiriz
- Geme
- Goães
- Godinhaços
- Gomide
- Gondiães
- Gondomar
- Laje
- Lanhas
- Loureira
- Marrancos
- Mós
- Moure
- Nevogilde
- Oleiros
- Oriz (Santa Marinha)
- Oriz (São Miguel)
- Parada de Gatim
- Passó
- Pedregais
- Penascais
- Pico
- Pico de Regalados
- Ponte
- Portela das Cabras
- Prado (São Miguel)
- Rio Mau
- Sabariz
- Sande
- Soutelo
- Travassós
- Turiz
- Valbom (São Martinho)
- Valbom (São Pedro)
- Valdreu
- Valões
- Vila de Prado
- Vila Verde
- Vilarinho

### Vila Viçosa
- Bencatel
- Ciladas
- Pardais
- Vila Viçosa (Conceição)
- Vila Viçosa (São Bartolomeu)

### Vimioso
- Algoso
- Angueira
- Argozelo
- Avelanoso
- Caçarelhos
- Campo de Víboras
- Carção
- Matela
- Pinelo
- Santulhão
- Uva
- Vale de Frades
- Vilar Seco
- Vimioso

### Vinhais
- Agrochão
- Alvaredos
- Candedo
- Celas
- Curopos
- Edral
- Edrosa
- Ervedosa
- Fresulfe
- Mofreita
- Moimenta
- Montouto
- Nunes
- Ousilhão
- Paçó
- Penhas Juntas
- Pinheiro Novo
- Quirás
- Rebordelo
- Santa Cruz
- Santalha
- São Jomil
- Sobreiró de Baixo
- Soeira
- Travanca
- Tuizelo
- Vale das Fontes
- Vale de Janeiro
- Vila Boa de Ousilhão
- Vila Verde
- Vilar de Lomba
- Vilar de Ossos
- Vilar de Peregrinos
- Vilar Seco de Lomba
- Vinhais

### Viseu
- Abraveses
- Barreiros
- Boa Aldeia
- Bodiosa
- Calde
- Campo
- Cavernães
- Cepões
- Cota
- Couto de Baixo
- Couto de Cima
- Fail
- Farminhão
- Fragosela
- Lordosa
- Mundão
- Orgens
- Povolide
- Ranhados
- Repeses
- Ribafeita
- Rio de Loba
- Santos Evos
- São Cipriano
- São João de Lourosa
- São Pedro de France
- São Salvador
- Silgueiros
- Torredeita
- Vil de Souto
- Vila Chã de Sá
- Viseu (Coração de Jesus)
- Viseu (Santa Maria de Viseu)
- Viseu (São José)

### Vizela
- Infias
- Santa Eulália
- Tagilde
- Santo Adrião de Vizela
- São João de Caldas de Vizela
- São Miguel de Caldas de Vizela
- São Paio de Vizela

### Vouzela
- Alcofra
- Cambra
- Campia
- Carvalhal de Vermilhas
- Fataunços
- Figueiredo das Donas
- Fornelo do Monte
- Paços de Vilharigues
- Queirã
- São Miguel do Mato
- Ventosa
- Vouzela